# 김대생
김대생(金大生,1995년 1월 18일~)은 대한민국의 축구 선수이며, 포지션은 미드필더이다.